# لوک استیل
لوک استیل (انگلیسی: Luke Steele؛ زادهٔ ۱۳ دسامبر ۱۹۷۹) یک موسیقی‌دان اهل استرالیا است. وی از اعضای گروه موسیقی  امپایر آو د سان است.